# Popovîcika, Talalaiivka
Popovîcika (în ucraineană Поповичка) este localitatea de reședință a comunei Popovîcika din raionul Talalaiivka, regiunea Cernihiv, Ucraina.

## Demografie
Componența lingvistică a localității Popovîcika
     Ucraineană (98,28%)
     Rusă (1,72%)
Conform recensământului din 2001, majoritatea populației localității Popovîcika era vorbitoare de ucraineană (98,28%), existând în minoritate și vorbitori de rusă (1,72%).